# Ácido fusídico
Ácido fusídico é um antibiótico bacteriostático frequentemente usado topicamente em pomadas e gotas oftálmicas, mas pode ser também administrado de modo sistémico em comprimidos ou injecções. O problema global do avanço da resistência a antimicrobianos renovou recentemente o interesse na sua utilização.

## Farmacologia
O ácido fusídico é um inibidor da síntese de proteínas bacterianas ao impedir o turnover do factor de alongamento G (EF-G) desde o ribossoma. O ácido fusídico é apenas efectivo em bactérias gram-positivas como espécies de Staphylococcus e Corynebacterium. O ácido fusídico inibe a replicação bacteriana e não mata as bactérias, sendo por isso um "bacteriostático".
Trata-se de um verdadeiro antibiótico, obtido do fungo Fusidium coccineum e foi desenvolvido pelos Laboratórios Leo da Dinamarca e disponibilizado para uso clínico na década de 1960. Foi também isolado de Mucor ramannianus e Isaria kogana. A droga é licenciada para uso na forma de fusidato de sódio, e o seu uso está aprovado, sob prescrição, nos Estados Unidos, Reino Unido, Canadá, França, Portugal, Austrália, Nova Zelândia e Taiwan:.

## Usos
O ácido fusídico é activo, in vitro, contra Staphylococcus aureus, a maioria dos estafilococos coagulase-negativos, espécies de Corynebacterium e a maioria das espécies de Clostridium. Não tem actividade útil contra enterococos ou a maioria das bactérias gram-negativas (excepto Neisseria, Moraxella, Legionella pneumophila e Bacteroides fragilis). É activo in vitro e clinicamente contra Mycobacterium leprae mas possui apenas actividade marginal contra Mycobacterium tuberculosis.
Um uso clínico importante do ácido fusídico é a sua actividade contra Staphylococcus aureus resistente à meticilina. Muitas estirpes de SARM continuam sensíveis ao ácido fusídico, mas como existe uma barreira genética muito pequena contra a farmacorresistência (uma única mutação pontual é tudo o que se necessita), o ácido fusídico nunca deve ser usado sozinho para tratar uma infecção séria de SARM e deve ser combinado com outro antimicrobiano, como a rifampicina.
O ácido fusídico é frequentemente encontrado em preparações tópicas para a pele e olhos, uma utilização que tem sido alvo de contestação.